# Huvudlandet
Huvudlandet (finnois : Houtskari) est une île de l'archipel de Turku à Pargas en Finlande.

## Géographie
Huvudlandet  est l'île principale d'Houtskär à Pargas. 
La superficie de l'île est d'environ 35 kilomètres carrés et 350 habitants y vivent en permanence. 
Le centre d'Houtskär et le village de Näsby sont situés sur l'île , ainsi que sept autres villages,.
Les traversiers L/A Stella et L/A Mergus relient toute l'année Houtskär et Korpo. 
Il existe des liaisons portuaires entre Huvudlandet et Saverkeit et Lömsö. 
Huvudlandet est habitée en permanence depuis le Moyen Âge. 
De nombreux villages de Huvudlandet ont conservé leur apparence traditionnelle et sont des villages de maisons en bois de différents côtés de l'île. 
Les moyens de subsistance des habitants de l'île sont l'agriculture et la pêche depuis des siècles. 
Il y a plusieurs restaurants, boutiques et hébergements sur l'île, qui sont pour la plupart ouverts en été.